# Yomango

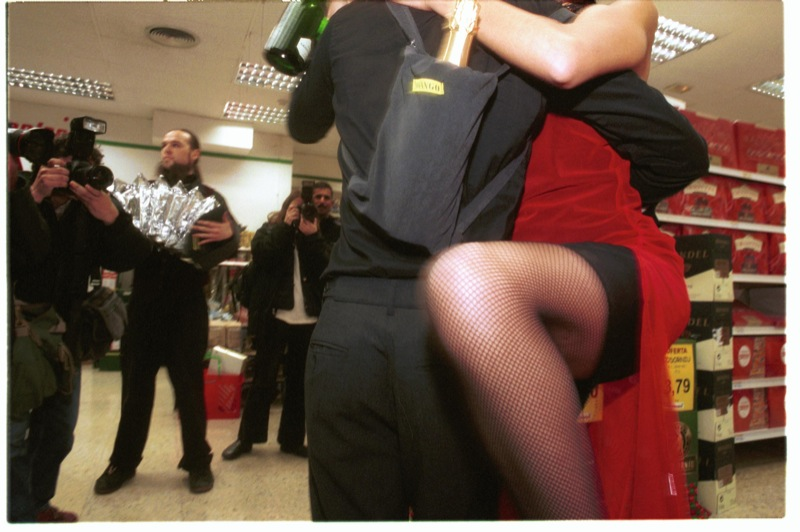
Yomango Tango

Yomango (na gíria espanhola, "yo mango" significa "eu roubo") é um movimento que realiza furtos a estabelecimentos comerciais originado na Barcelona em 2002. Visto como um estilo de vida anti-consumista, os adeptos ao movimento Yomango consideram a si mesmos como uma comunidade informal focada na difusão de práticas de desobediência social através da reapropriação direta e redistribuição de bens.